# Heritiera aurea
Heritiera aurea är en malvaväxtart som beskrevs av André Joseph Guillaume Henri Kostermans. Heritiera aurea ingår i släktet Heritiera och familjen malvaväxter. Inga underarter finns listade i Catalogue of Life.